# Imagine by KIA
Imagine by KIA는 기아의 차세대 크로스오버 EV 콘셉트카이다.

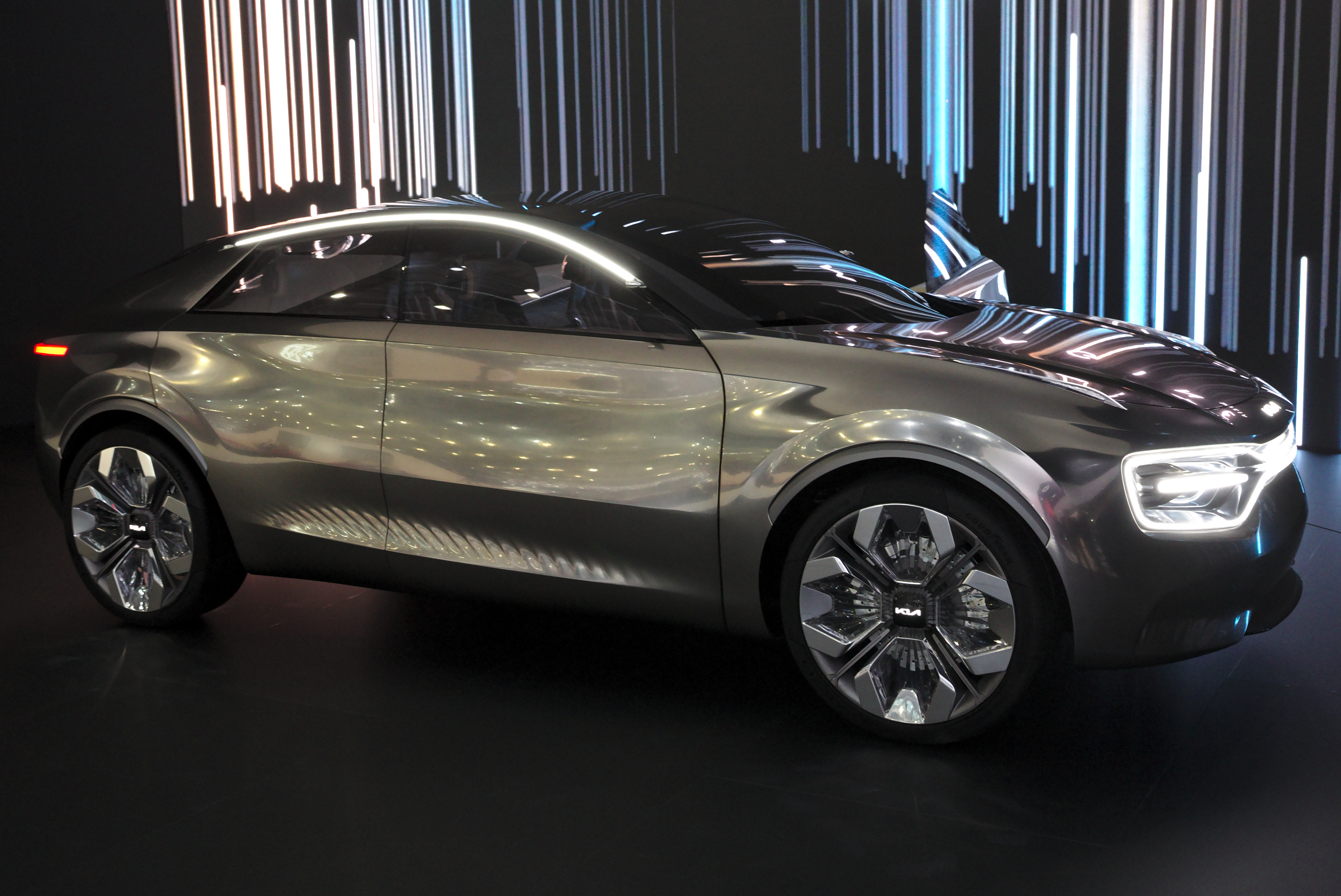
Imagine by Kia Genf 2019 1Y7A5762

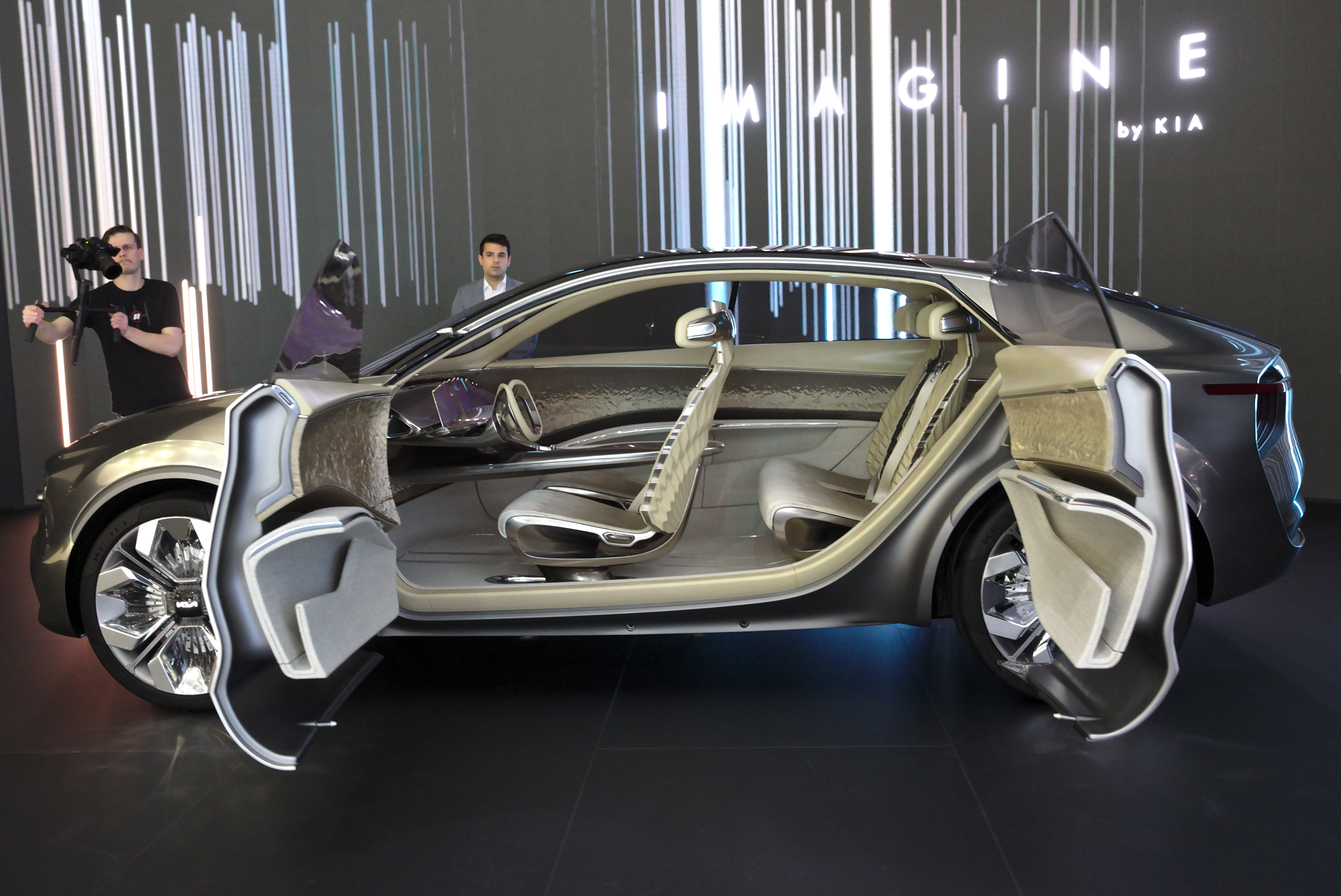
Imagine by Kia Genf 2019 1Y7A5767

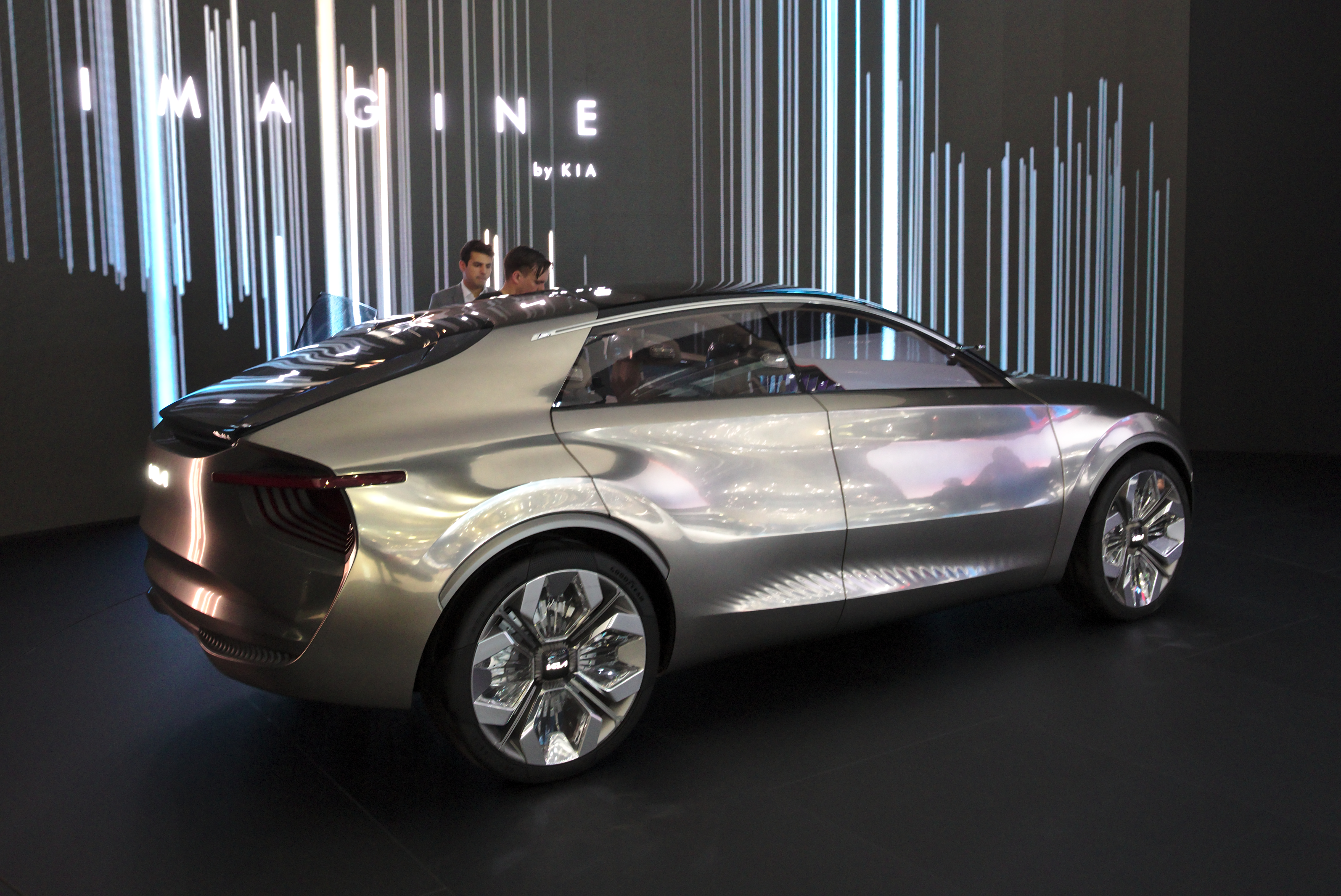
Imagine by Kia Genf 2019 1Y7A5760

## 상세
2019년 3월 7일, 2019 제네바 국제 모터쇼에서 최초 공개됐다. Imagine by KIA는 SUV와 해치백의 장점을 결합한 신개념 크로스오버 차량으로, 역동적인 외관과 인간 중심적으로 설계된 실내공간이 특징이다.
전면부는 전조등을 둘러싼 독특한 형태의 조명 라인을 통해 호랑이 코 그릴을 당당하고 세련된 형상으로 디자인했다. 또한, 전면 유리부터 지붕까지 하나의 유리로 광활한 시야를 확보하고 미래지향적인 느낌을 강조했다. 측면부는 A필러에서 C필러로 이어지는 역동적인 캐릭터 라인, 높은 숄더 라인, 부드럽게 좁아지는 사이드 윈도우 라인 등 볼륨감 있고 날렵한 디자인으로 제작되었다. 22인치 알로이 휠의 경우 아크릴 유리와 다이아몬드 형상이 가미된 스포크로 디자인 됐으며, 움직일 때마다 빛을 반사·굴절시켜 미래지향적인 이미지를 극대화했다. 내장 디자인은 오버레이어드 디스플레이 기술로 21장의 초고해상도 디스플레이를 중첩시켜 드라마틱한 대시보드를 연출했다.

## 같이 보기
- 기아
- 콘셉트 카
- 제네바 모터쇼
- SUV
- 해치백